# El Batey (paroisse civile)
Pour les articles homonymes, voir El Batey.
El Batey est l'une des six paroisses civiles de la municipalité de Sucre dans l'État de Zulia au Venezuela. Sa capitale est El Batey.